# 張鵬一
張鹏一（1867年—1943年），字扶萬，号在山主人，晚年号一叟、一翁。陕西泾阳人。文獻輯佚專家。
祖籍山西曲沃，後遷陕西富平。同治十二年（1873年）入塾讀書，後就學於泾阳味经书院，師從劉古愚。助其師校勘殿本《史記》與宋本《爾雅注疏》。光緒二十三年（1897年）中舉。次年初赴京會試，適逢康有為上書變法。張鹏一拜見康有為，積極參加維新運動。光緒三十年（1904年），受聘主講于眉縣橫渠書院。1916年，受聘兼任陝西省通志局分纂、監修西安碑林。1922年，康有為至陝西講學，張鵬一陪同遊歷，由於方音難通，全程由張鵬一翻譯。在陪同康有為游臥佛寺時，引
發了“盜經”風波。1930年10月杨虎城主持陕政，聘请張氏为省府顾问。1937年6月西北史地学会成立，张当选为理事长。1943年10月16日去世。被稱為“關輔四十年來最博洽者”。有輯佚叢書《關隴叢書》。遺稿由其子張午中捐獻國家，今藏陝西政協文史辦公室。